# شهرستان آلتایسکی (سرزمین آلتای)
شهرستان آلتایسکی (به لاتین: Altaysky District) یک شهرستان در روسیه است که در سرزمین آلتای واقع شده‌است.